# Aiguebelette-le-Lac
Aiguebelette-le-Lac este o comună pe malul unui lac ce ocupă suprafața de 545 ha. el este al treilea lac natural ca mărime în Franța.

## Date geografice
Comuna ocupă suprafața de 7.91 km2, se află situată la altitudinea de 372–1,360 m, în regiunea Rhône-Alpes, departamentul Savoie, cantonul Le Pont-de-Beauvoisin. În anul 2006 comuna avea 229 loc. cu densitatea de 29 loc./km2.

## Lacul
Lacul este proprietatea familiei Chambost și a firmei franceze producătore de energie electrică EDF. Regiunea lacului are o floră aparte, o parte fiind sub protecție naturii. Lacul este amplasat în departamentul Savoie la marginea parcului „Parc naturel de Chartreuse“. Vara apa lacului atinge temperaturi de 28 °C, pe malul lacului se află 7 ștranduri.

## Atracții turistice
Regiunea pitorească a lacului oferă posibilități de drumeție, ciclism, sau călărie.